# Liskeard
Liskeard är en stad och civil parish i Cornwall i England. Folkmängden uppgår till strax över 9 000 invånare. Byn nämndes i Domesday Book år 1086, och kallades då Liscarret.